# Supertaça de Angola

Logo des angolanischen Fußballverbandes Federação Angolana de Futebol (FAF)

Die Supertaça de Angola ist ein Fußball-Pokalwettbewerb für Vereinsmannschaften in Angola. Er wird seit 1985 jährlich vom angolanischen Fußballverband, der Federação Angolana de Futebol (FAF), veranstaltet. Die Supertaça ist der nationale Supercup, in dem der Sieger der ersten angolanischen Liga – dem Girabola – und der Sieger des Landespokals – der Taça de Angola – gegeneinander antreten. Der Gewinner wurde bis 2013 in Hin- und Rückspiel ermittelt; seit 2014 wurde dann ein klassisches Pokalfinale ausgetragen. Doch schon 2019 kehrte man wieder zum ursprünglichen Modus zurück.

## Die Finals
| Jahr | Sieger                 | Gegner                     | Ergebnisse            |
| ---- | ---------------------- | -------------------------- | --------------------- |
| 1985 | Primeiro de Maio       | nicht vermerkt             | nicht vermerkt        |
| 1986 | GD Interclube          | Petro Atlético             | 1:0 / 1:0             |
| 1987 | Petro Atlético         | nicht vermerkt             | nicht vermerkt        |
| 1988 | Petro Atlético         | Ferroviário da Huíla       | nicht vermerkt        |
| 1989 | nicht ausgetragen      | –                          | –                     |
| 1990 | nicht ausgetragen      | –                          | –                     |
| 1991 | Primeiro de Agosto     | Petro Atlético             | nicht vermerkt        |
| 1992 | Primeiro de Agosto     | Petro Atlético             | nicht vermerkt        |
| 1993 | Petro Atlético         | Primeiro de Agosto         | nicht vermerkt        |
| 1994 | Petro Atlético         | Atlético Sport Aviação     | nicht vermerkt        |
| 1995 | Independente           | Petro Atlético             | nicht vermerkt        |
| 1996 | Atlético Sport Aviação | Petro Atlético             | nicht vermerkt        |
| 1997 | Primeiro de Agosto     | Progresso Sambizanga       | nicht vermerkt        |
| 1998 | Primeiro de Agosto     | Petro Atlético             | nicht vermerkt        |
| 1999 | Primeiro de Agosto     | Petro Atlético             | 2:2 / 4:0             |
| 2000 | Primeiro de Agosto     | Sagrada Esperança          | 0:0 / 3:0             |
| 2001 | GD Interclube          | Petro Atlético             | 1:1 / 1:0             |
| 2002 | Petro Atlético         | Desportivo Sonangol Namibe | 5:1 / 1:1             |
| 2003 | Atlético Sport Aviação | Petro Atlético             | 1:1 / 0:0 (5:4 n. E.) |
| 2004 | Atlético Sport Aviação | GD Interclube              | 4:1 / 2:0             |
| 2005 | Atlético Sport Aviação | Desportivo Sonangol Namibe | 3:1 / 2:0             |
| 2006 | Atlético Sport Aviação | Sagrada Esperança          | 0:0 / 2:1             |
| 2007 | Benfica Luanda         | Primeiro de Agosto         | (1)                   |
| 2008 | GD Interclube          | Primeiro de Maio           | 1:0 / 2:1             |
| 2009 | Santos FC              | Petro Atlético             | 2:0 / 1:2             |
| 2010 | Primeiro de Agosto     | Petro Atlético             | 2:1 / 1:1             |
| 2011 | Atlético Sport Aviação | GD Interclube              | 0:0 / 1:0             |
| 2012 | GD Interclube          | CRD Libolo                 | 1:0 / 1:1             |
| 2013 | Petro Atlético         | CRD Libolo                 | 1:0 / 1:1             |
| 2014 | Kabuscorp FC           | Petro Atlético             | 3:1                   |
| 2015 | CRD Libolo             | Benfica Luanda             | 4:2 n. E.             |
| 2016 | CRD Libolo             | Bravos do Maquis           | 6:0                   |
| 2017 | Primeiro de Agosto     | CRD Libolo                 | 1:0                   |
| 2018 | nicht ausgetragen      | -                          | -                     |
| 2019 | Primeiro de Agosto     | CD da Huíla                | 0:1 / 2:0             |
| 2020 | nicht ausgetragen      | -                          | -                     |
| 2021 | Sagrada Esperança      | Petro Atlético             | 0:0 (4:3 n. E.)       |
| 2022 | CD da Huíla            | Petro Atlético             | 0:0 (3:1 n. E.)       |
| 2023 | Petro Atlético         | Académica do Lobito        | 1:0                   |
| 2024 | Petro Atlético         | Bravos do Maquis           | 1:1 (5:4 n. E.)       |

(1): Nach Aufstellung nicht zugelassener Spieler wurde Primeiro de Agosto disqualifiziert und Benfica zum Sieger erklärt.

## Rangliste der Supercupsieger
| Verein                 | Siege | Jahr(e)                                              | Teilnahmen |
| ---------------------- | ----- | ---------------------------------------------------- | ---------- |
| Primeiro de Agosto     | 9     | 1991, 1992, 1997, 1998, 1999, 2000, 2010, 2017, 2019 | 11         |
| Petro Atlético         | 8     | 1987, 1988, 1993, 1994, 2002, 2013, 2023, 2024       | 22         |
| Atlético Sport Aviação | 6     | 1996, 2003, 2004, 2005, 2006, 2011                   | 7          |
| GD Interclube          | 4     | 1986, 2001, 2008, 2012                               | 6          |
| CRD Libolo             | 2     | 2015, 2016                                           | 5          |
| Sagrada Esperança      | 1     | 2021                                                 | 3          |
| Primeiro de Maio       | 1     | 1985                                                 | 2          |
| Benfica Luanda         | 1     | 2007                                                 | 2          |
| CD da Huíla            | 1     | 2022                                                 | 2          |
| Independente           | 1     | 1995                                                 | 1          |
| Kabuscorp FC           | 1     | 2014                                                 | 1          |
| Santos FC              | 1     | 2009                                                 | 1          |